# Mylocera tenebrifera
Mylocera tenebrifera är en fjärilsart som beskrevs av Turner 1897. Mylocera tenebrifera ingår i släktet Mylocera och familjen plattmalar. Inga underarter finns listade i Catalogue of Life.